# Yiqing
Yiqing (kinesiska: 益清, 益庆乡, 尼穷果, 益庆) är en socken i Kina. Den ligger i den autonoma regionen Tibet, i den sydvästra delen av landet, omkring 580 kilometer öster om regionhuvudstaden Lhasa. Antalet invånare är 2602. Befolkningen består av 1 266 kvinnor och 1 336 män. Barn under 15 år utgör 31 %, vuxna 15-64 år 63 %, och äldre över 65 år 5,0 %.
Genomsnittlig årsnederbörd är 677 millimeter. Den regnigaste månaden är juli, med i genomsnitt 149 mm nederbörd, och den torraste är december, med 2 mm nederbörd.